# 은호 (동진)
은호(殷浩, 생년 미상 ~ 356년)는 중국 동진(東晋)의 정치가 및 군인이었다. 자(字)는 연원(淵源)이다. 진군(陳郡) 장평현(長平県)사람이다.  한강백은  그가 귀여워한 조카이다.
그의 어릴적과 말년의 형편은 좋지 않은 것으로 여겨진다.

## 죽마고우
죽마고우(竹馬故友)는 진(晉)나라 간문제때의 오래된 이야기이다.
이는 대나무로 엮어 만든 말을 타고 놀던 벗이라는 뜻으로, 어릴 때부터 같이 놀며 자란 벗을 가리킨다.  죽마고우의 표현은 은호(殷浩)와  환온(桓溫)이 어릴때 함께 자라면서 사귄 벗이란 뜻으로 환온(桓溫)이 사용하였지만  이때의 상황은 왕희지(王羲之)가 은호와 환온의 사이에서 이를 화해시키려고 했으나 은호가 이를 받아들이지 않자  환온이 은호를 비하하는 발언으로 사용한 것으로 전해진다.

## 같이 보기
- 관중
- 제갈량